# Парховани
Парховани (слч. Parchovany) насељено је мјесто са административним статусом сеоске општине (слч. obec) у округу Требишов, у Кошичком крају, Словачка Република.

## Становништво
| Година:    | 1994. | 2004.   | 2014.   | 2024.   |
| ---------- | ----- | ------- | ------- | ------- |
| Број људи: | 1752  | 1916    | 1922    | 2001    |
| Разлика:   |       | +9,36 % | +0,31 % | +4,11 % |

| Година:    | 2023. | 2024.   |
| ---------- | ----- | ------- |
| Број људи: | 1971  | 2001    |
| Разлика:   |       | +1,52 % |

Према подацима о броју становника из 2011. године насеље је имало 1.942 становника.